# Achille Paroche
Nicolas Achille Paroche, né le 1er mars 1868 à Sery (Ardennes) et mort le 27 mai 1933 à Signy-l'Abbaye (Ardennes), est un tireur sportif français. Il est médaillé olympique et champion du monde de tir sportif à la carabine ou au revolver, à plusieurs reprises.

## Biographie
Il est né le 1er mars 1868 à Séry, et plus précisément, selon l'acte de naissance, dans le hameau de Beaumont-en-Aviotte au nord-est du bourg principal, au domicile de ses parents, Pierre-Léon Paroche et Marie-Esther Bouxin, un couple de cultivateurs.
Il choisit dans un premier temps de faire carrière dans l'armée. Il s'y engage à 18 ans comme simple soldat de deuxième classe. Ce parcours lui permet de concilier un emploi et une passion qu'il se découvre pour le tir (il s'inscrit à la société de tir de Rennes, la Du Guesclin, en 1892). À l'armée, il gravit les échelons comme sous-officier : caporal, sergent, sergent fourrier, puis sergent major. Lors de ses succès aux jeux olympiques de 1900 à Paris, il est adjudant en exercice à Rennes, au 41e régiment d'infanterie. Il participe à sept des huit épreuves que compte alors la discipline aux jeux olympiques, à la carabine et au revolver, dans différentes positions (debout, à genoux ou couché), en individuel ou en équipes, et remporte quatre médailles.
Il est rendu à la vie civile en 1903, quittant l'armée avec un grade d'adjudant de bataillon, mais restant sous-officier réserviste. Il se marie l'année suivante avec Jeanne Louvier, ardennaise également, originaire de Signy-l'Abbaye. Il devient adjoint technique principal des Ponts et Chaussées à Reims en 1908, et réside dans cette ville. Il continue de pratiquer sa discipline à la société de tir de Reims, une association dont il deviendra ultérieurement président. Il participe à des compétitions nationales et internationales. En mars 1914, retenu à nouveau pour participer au challenge de l'Académie des sports, il souhaite laisser sa place, mais sa sélection est maintenue par l'Union des sociétés de tir de France compte-tenu de ses performances régulières l'année précédente. Il est régulièrement sur le podium des championnats du monde de sa discipline, et classé champion du monde en 1898, 1900, 1910, et 1913.
Pendant la Première Guerre mondiale, il est mobilisé. Nommé lieutenant puis capitaine, il est blessé à plusieurs reprises, notamment en octobre 1914, sur le Chemin des Dames, dans l'Aisne, et en 1916, en commandant un bataillon du 332e régiment d'infanterie sur les pentes de la butte Mort-Homme à Cumières à côté de Verdun (Cumières est un village qui a complètement disparu en raison de la violence des combats). Il est fait chevalier de la Légion d’honneur en 1916, puis officier de cet ordre en 1925 et reçoit la Croix de guerre,. 
Il participe à nouveau aux jeux olympiques de 1920, à Anvers, sur plusieurs épreuves, plus de vingt ans après sa première participation. Il se place cinquième, en individuel, au tir couché à la carabine à 300 mètres mais obtient une nouvelle médaille, d'argent, par équipe, dans la même discipline, à 52 ans. Ceci en fait un des sportifs français les plus médaillés en tir aux jeux olympiques et aux championnats du monde, avec une longévité elle aussi assez rare.
Revenu en Ardennes, à Signy-l'Abbaye,il y meurt en 1933.

## Palmarès

### Jeux olympiques
- Jeux olympiques d'été de 1900 à Paris (France) :
  -  Médaille d'or en carabine d'ordonnance 300 mètres couché.
  -  Médaille d'argent en pistolet 50 mètres 60 coups.
  -  Médaille d'argent en pistolet d'ordonnance 50 mètres par équipes.
  -  Médaille de bronze en carabine libre par équipes.

- Jeux olympiques d'été de 1920 à Anvers (Belgique) :
  -  Médaille d'argent en carabine libre couché à 300 m par équipes.

### Autres
- Champion du monde en 1898, 1900, 1910, et 1913[7]
- Champion d'Europe de tir national italien : 1898[10].
- Champion de France au révolver libre en août 1900[11].
- Challenge de tir de l'Académie française de tir : 1914[12].

## Distinction
- Officier de la Légion d'honneur.

## Sources sur le web
- (en) Profil olympique d’Achille Paroche sur sports-reference.com (archivé)
- « Achille Paroche, 5 médailles au compteur », sur le site medailles-olympiques-francais.over-blog.com.